# Littau
Littau är en stadsdel i kommunen Luzern i kantonen Luzern i Schweiz. Den ligger väster om Luzerns centrala delar, vid floden Kleine Emme. Stadsdelen har 8 440 invånare (2022).
Stadsdelen var före den 1 januari 2010 en egen kommun, men inkorporerades då i kommunen Luzern.